# Ben Visser (PvdA)
Benjamin (Ben) Visser (Den Haag, 6 februari 1934) is een voormalig Nederlands politicus van de PvdA.
Visser was van 1983 tot 1984 lid van de Provinciale Staten van Gelderland (tegelijkertijd ook fractievoorzitter) en van 1984 tot 1994 lid van het Europees Parlement. Als Europarlementariër had hij onder meer zitting in de commissies vervoer en toerisme, de delegatie voor de betrekkingen met Oostenrijk en de delegatie voor de betrekkingen met ASEAN en Zuid-Korea. Eveneens was hij lid van de partijraad van de PvdA.
Na het gymnasium-b volgde Visser specifieke opleidingen op financieel-economisch en juridisch terrein. Bij de gemeente Arnhem vervulde hij van 1970 tot 1984 de functie van directeur van de afdeling financiën.
Visser was ook enige tijd redacteur van het Tijdschrift voor Openbaar Bestuur.
- Parlement.com: vg09llzhlht0